# 特威斯特鎮區 (阿肯色州克羅斯縣)
特威斯特鎮區（英語：Twist Township）是位於美國阿肯色州克羅斯縣的一個行政鎮區。

## 地方資料
特威斯特鎮區的面積為35.51平方千米，當中陸地面積為34.50平方千米，而水域面積為1.01平方千米。根據2010年美國人口普查的數據，當地共有人口16人，而人口密度為每平方千米0.45人。